# Слабоструктурированные данные
Слабоструктури́рованные да́нные (полуструктурированные или плохо структурированные данные) — это форма структурированных данных, не соответствующая строгой структуре таблиц и отношений в моделях реляционных баз данных, тем не менее эта форма данных содержит теги и другие маркеры для отделения семантических элементов и для обеспечения иерархической структуры записей и полей в наборе данных. Таким образом, такой вид данных можно назвать бессхемным (schemaless), а структуру — самоописываемой.
В слабоструктурированных данных сущности, принадлежащие одному и тому же классу, могут иметь разные атрибуты, даже если классы принадлежат к одной группе. Порядок атрибутов также не важен.
Слабоструктурированные данные становятся важным объектом для исследований по нескольким причинам:
- к таким источникам данных, как Веб, удобно обращаться как к базам данных, но Веб нельзя «уложить» в прокрустово ложе какой-либо определённой схемы данных;
- желательно иметь предельно гибкий формат для обмена данными между разными базами данных;
- даже при работе со структурированными данными может быть удобно представлять их в виде слабоструктурированных данных с целью навигации по ним.

Таким образом, слабоструктурированные данные встречаются всё чаще, поскольку с развитием интернета для полнотекстовых документов и баз данных требуется формат данных, выступающий в качестве информационного посредника. Слабоструктурированные данные часто можно встретить в объектно-ориентированных базах данных.

## Типы слабоструктурированных данных
XML и другие языки разметки, email и сообщения в форматах EDI — всё это примеры слабоструктурированных данных.
Модель обмена данных (OEM) предшествовала XML и являлась самоописываемой структурой данных.